# Huening Bahiyyih
Huening Bahiyyih (Seoel, 27 juli 2004) (Koreaans: 휴닝바히에; Chinees: 休宁巴伊叶; Japans: ヒュニン・バヒエ) is een Zuid-Koreaanse zangeres. Ze werd tweede in de reality-survivalshow Girls Planet 999, waardoor ze in 2021 lid werd van de meidengroep Kep1er.
Ze is de zus van zanger Huening Kai uit TXT en zangeres Jung Lea, die lid was van de groep VIVA.